# Andrzej Kwaliński
Andrzej Marek Kwaliński (ur. 14 lipca 1954 w Radomiu, zm. 8 stycznia 2021 w Warszawie) – polski urzędnik państwowy, w latach 2020–2021 Główny Inspektor Pracy.

## Życiorys
Syn Leona i Julianny. W 1983 ukończył studia inżynierskie w zakresie elektrotechniki i elektroenergetyki na Politechnice Świętokrzyskiej. Od 1 marca 1985 pracownik Państwowej Inspekcji Pracy. Pierwszym miejscem pracy jako inspektora pracy był Okręgowy Inspektorat Pracy w Kielcach, oddział w Radomiu. Od 1999 roku zatrudniony w Okręgowym Inspektoracie Pracy w Warszawie. W latach 2009–2016 i 2016–2017 – Okręgowy Inspektor Pracy w Warszawie. W latach 2017–2020 piastował stanowisko Zastępcy Głównego Inspektora Pracy, a 24 września 2020 objął stanowisko Głównego Inspektora Pracy, funkcję tę pełnił aż do swojej śmierci 8 stycznia 2021.
W 2021 został pośmiertnie odznaczony Krzyżem Kawalerskim Orderu Odrodzenia Polski.
Pochowany na cmentarzu przy ul. Warszawskiej w Radomiu.